# Laila Halme
Pour les articles homonymes, voir Halme.
Laila Halme, née Laila Soppi le 4 mars 1934 à Jääski (aujourd'hui Lessogorski, Russie) et morte le 28 novembre 2021 à Tampere, est une chanteuse finlandaise.
Elle a notamment représenté la Finlande au Concours Eurovision de la chanson 1963 à Londres, avec la chanson Muistojeni laulu.